# レバン・ケニア
レヴァン・ケニア（ジョージア語: ლევან ყენია, ラテン文字転写: Levan Kenia、1990年10月18日 - ）は、ジョージア・トビリシ出身の元サッカー選手、サッカー指導者。現役時代のポジションはミッドフィールダー。

## 経歴

### クラブ
1990年、現ジョージアの首都トビリシにて生まれる。若い時から才能を認められ14歳の時には世界的なクラブのFCバルセロナにて2週間の訓練を受けた。FCロコモティフ・トビリシでキャリアを始め、2006/07シーズンにプロデビューをした。2008年1月、ドイツのシャルケ04に4年契約で移籍した。ブンデスリーガの非EU選手は18歳以下の選手が出場できないシステムのためにリーグ戦に出場することはなかったが、2008年10月2日、UEFAカップのAPOELニコシア戦で、後半65分にゲーラルド・アサモアと交代してシャルケでのデビューを果たし、2009年4月11日のカールスルーエSC戦でリーグ戦デビューを飾った。
09/10シーズンは10試合に出場したが、足首の痛みに苦しめられたことにより、2009年10月25日の試合がシャルケでの最後の試合となった。2011年1月にはトレーニングを再開したが数日後に再び負傷し、9月にトレーニングした時も負傷した。
2012年1月29日、2年ぶりに本格的な練習を再開した。
2012年7月7日、シャルケ公式サイトでロシアのFCゼニト・サンクトペテルブルクに移籍することが報告された。しかし一転して、8月14日、ウクライナのFCカルパティ・リヴィウと2年契約を結んだ。

### 代表
2007年9月8日、ウクライナ代表との試合でジョージア代表デビューをした。2006年から2008年までジョージア代表を率いたクラウス・トップメラーはケニアについてジョージアの若手の中で最も優秀な選手と評し、彼のような年齢で、技術的能力を持つ完成したプレーヤーは見たことがないと述べた。2008年5月27日、エストニア戦で代表初ゴールを挙げた。